# Schweinezins
La Schweinezins (tassa sui maiali) fu una tassa imposta ai Turingi dopo la loro sconfitta da parte dei Franchi nel 531 sotto i figli dei re Clotario I e Teoderico I. Da allora, i Turingi dovettero consegnare 500 maiali all'anno ai governanti franchi e ai loro successori.

## Storia
Fu solo quando il Liudolfingio Enrico II salì al potere nel 1002 e i grandi della Turingia, soprattutto il conte Guglielmo II di Weimar, gli resero omaggio a Kirchberg vicino a Jena nello stesso anno, che questa tassa fu soppressa. Ma anche altrove, ad esempio a Verona, era presente una tassa sui maiali, richiesta dal suo vescovo, poi abolita nel 1058.